# Patikul
Patikul (Bayan ng Patikul) är en kommun i Filippinerna. Kommunen ligger på ön Suluöarna, och tillhör provinsen Sulu. Folkmängden uppgår till 34 396 invånare.

## Barangayer
Patikul är indelat i 30 barangayer.
| - Anuling - Bakong - Bangkal - Bonbon - Buhanginan (Darayan) - Bungkaung - Danag - Gandasuli - Igasan - Kabbon Takas - Kadday Mampallam - Kan Ague - Kaunayan - Langhub - Latih | - Liang - Maligay - Mauboh - Pangdanon - Panglayahan - Pansul - Patikul Higad - Sandah - Taglibi (Pob.) - Tandu-Bagua - Tanum - Taung - Timpok - Tugas - Umangay |